# BRAND NEW WORLD
「BRAND NEW WORLD」（ブランド・ニュー・ワールド）は、D-51のメジャー6作目のシングル。2006年7月26日にポニーキャニオンから発売された。

## 概要
フジテレビ系アニメ『ONE PIECE』6thオープニングテーマ。TVバージョンはシングルバージョンとアレンジが異なる。

## 収録内容
| 全作詞: 吉田安英、全編曲: IKUMA with YOICHI WATANABE。 |                                  |           |                  |      |
| #                                                      | タイトル                         | 作詞      | 作曲             | 時間 |
| 1.                                                     | 「BRAND NEW WORLD」              | 吉田安英  | 吉田安英 & IKUMA | 4:17 |
| 2.                                                     | 「ハイサイ!SUMMER GIRL」         | 吉田安英  | 上里優           | 5:07 |
| 3.                                                     | 「願晴れ」                       | 吉田安英  | 吉田安英         | 4:03 |
| 4.                                                     | 「BRAND NEW WORLD -Back Track-」 | 吉田安英  |                  | 4:21 |
| 合計時間:                                              | 合計時間:                        | 合計時間: | 17:48            |      |

## 演奏
BRAND NEW WORLD
- 生熊朗：Guitars, Basic Programming
- YOICHI WATANABE：Riddem Ace Programming

ハイサイ！SUMMER GIRL 
- 生熊朗：Gut Guitar, Basic Programming, Riddem Programming, Backing Vocal
- ARISA KAWAKAMI：Backing Vocal
- YOICHI WATANABE：Basic Programming, Riddem Ace Programming

願張れ
- 生熊朗：Gut Guitar, Basic Programming, Backing Additional Vocal
- YOICHI WATANABE：Voice Riddem, Steel Pan Programming

| テレビアニメ『ONE PIECE』オープニングテーマ 2006年5月21日 - 9月24日 |                          |                                                                 |
| 前作: BOYSTYLE 『ココロのちず』                                     | D-51 『BRAND NEW WORLD』 | 次作: 7人の麦わら海賊団 『ウィーアー! 〜7人の麦わら海賊団篇〜』 |